# À la poursuite d'Octobre rouge (roman)
Pour les articles homonymes, voir Octobre rouge (homonymie).
À la poursuite d'Octobre rouge ou Octobre rouge (titre original : The Hunt for Red October) est un roman d'espionnage, doublé d'un techno-thriller, de l'écrivain américain Tom Clancy paru en 1984, inspiré de la mutinerie du Storojevoï. Il s'agit d'un des romans de la saga Ryan.
Le roman est adapté au cinéma par John McTiernan, sous le titre À la poursuite d'Octobre rouge, en 1990. Peu après la sortie du film, les rééditions de la traduction française en reprennent le titre.

## Résumé
L'Octobre rouge de classe Typhoon est le plus moderne des SNLE de la marine soviétique. Équipé d'un hydrojet appelé la chenille, il est plus silencieux que ses homologues. Il est commandé par Marko Ramius, l'un des meilleurs sous-mariniers de l'URSS et véritable légende vivante de la marine de son pays.
Quelques jours après son appareillage de la péninsule de Kola, la marine américaine note une recrudescence très importante de l'activité des forces navales soviétiques, se précipitant vers la côte atlantique américaine.
Jack Ryan, analyste à la CIA, compile toutes les informations disponibles et en conclut que, vraisemblablement, le commandant Ramius veut faire défection et s'établir aux États-Unis.
Cependant, toute la flotte soviétique poursuit le sous-marin renégat, rendant difficile sa récupération.

## Source d'inspiration
Ce livre est librement inspiré de la mutinerie du Storojevoï qui eut lieu le 9 novembre 1975, la frégate voulant rallier Leningrad pour y délivrer un message incitant à une nouvelle révolution communiste. Elle n'y arriva jamais, car elle fut rattrapée par une partie de l'aviation et de la flotte de la Baltique sous les ordres du ministre de la Défense de l'époque, qui pensait que la frégate voulait atteindre la Suède.
L'histoire de Jonas Pleškys, un Lituanien, ayant fui l'URSS en 1961, avec un petit bateau, est une autre source possible d'inspiration.

## Autour du roman
Bien que paru avant Jeux de guerre, À la poursuite d'Octobre rouge se situe chronologiquement après ce roman. Les évènements de Jeux de guerre sont évoqués à plusieurs reprises.

## Adaptation
- 1990 : À la poursuite d'Octobre rouge (The Hunt for Red October), film américain réalisé par John McTiernan, d'après le roman éponyme, avec Sean Connery et Alec Baldwin.